# Жофруа (фильм)
Жофруа (фр. Jofroi) — французский трагикомедийный фильм 1934 года, поставленный режиссером Марселем Паньолем по рассказу Жана Жионо «Жоффруа с Моссана» (фр. Jofroi de la Maussan) из сборника «Одиночество жалости» (фр. Solitude de la pitié).

## Сюжет
Старый крестьянин по имени Жофруа заключает у нотариуса сделку по продаже соседу Фонсу своего фруктового сада. Но когда Золотистый хочет выкорчевать тридцатилетние деревья из этого сада, чтобы посадить на их месте пшеницу, Жоффруа наводит на него ружье. Он не хочет, чтобы убивали деревья. С невероятной вредностью и упорством он отвергает все предлагаемые компромиссы и не хочет слушать аргументы тех, кто хочет уладить конфликт. Чтобы всех наказать и всем навредить, Жоффруа решает наложить на себя руки. Он пробует самые разные способы, но все безуспешно. Однажды у него почти получается: односельчане вынимают его из петли. Золотистый выглядит в глазах общественности как человек, который довёл Жофруа до безумия; от горя Золотистый не встает с постели, теряет волю и угасает каждый день. Он так осунулся, но Жоффруа умирает первым — своей смертью. Узнав об этом, Золотистый немедленно встает с кровати и идет вырубать деревья. Однако несколько деревьев он не трогает: пусть Жоффруа смотрит на них с небес и думает, что этот Золотистый — не такой уж и гадкий тип.

## Актёрский состав
Венсан Скотто — Жофруа
Анри Пупон —  Фонс 
Анни Туанон —  Борода, жена Жофруа
Одетт Роже —  жена Фонса
Шарль Блаветт —  Антонен
Жозе Тиран —  кюре
Андре Робер —  учитель
Анри Дарбрай —  нотариус
Эдуар Дельмон